# Lagoinha
Lagoinha là một đô thị ở bang São Paulo của Brasil, trong tiểu vùng Paraibuna/Paraitinga. Đô thị này nằm ở vĩ độ 23º05'26" độ vĩ nam và kinh độ 45º11'25" độ vĩ tây, trên khu vực có độ cao 913 m. Dân số năm 2004 ước tính là 5.122 người. 
Đô thị này có diện tích 255,9 km², mật độ dân số 19,96 người/km².
Các đô thị giáp ranh gồm Aparecida và Guaratinguetá về phía bắc, Cunha về phía đông, São Luís do Paraitinga về phía nam, Taubaté về phía tây và Roseira về phía tây bắc.

## Khoảng cách so với các thành phố chính trong bang
- São Paulo - 165 km
- Taubaté - 63 km
- São Luís do Paraitinga - 25 km
- Cunha - 55 km
- Ubatuba - 100 km

## Thông tin nhân khẩu
Dữ liệu dân số theo điều tra dân số năm 2000
Tổng dân số: 4.957
- Dân số thành thị: 2.877
- Dân số nông thôn: 2.080
- Nam giới: 2.585
- Nữ giới: 2.372

Mật độ dân số (người/km²): 19,37
Tỷ lệ tử vong trẻ sơ sinh dưới 1 tuổi (trên một triệu người): 14,99
Tuổi thọ bình quân (tuổi): 71,69
Tỷ lệ sinh (số trẻ trên mỗi bà mẹ): 2,31
Tỷ lệ biết đọc biết viết: 85,64%
Chỉ số phát triển con người (HDI-M): 0,752
- Chỉ số phát triển con người - Thu nhập: 0,646
- Chỉ số phát triển con người - Tuổi thọ: 0,778
- Chỉ số phát triển con người - Giáo dục: 0,831

(Nguồn: IPEADATA)

### Các xa lộ
- SP-125 - Rodovia Dr. Oswaldo Cruz
- SP-153 - Rodovia João martins corrêa